# Marphysa dartevellei
Marphysa dartevellei är en ringmaskart som beskrevs av Monro 1936. Marphysa dartevellei ingår i släktet Marphysa och familjen Eunicidae. Inga underarter finns listade i Catalogue of Life.